# PC Zone
Die PC Zone war ein britisches Computerspielmagazin.

## Geschichte
Die im April 1993 erstmals veröffentlichte PC Zone war das erste ausschließlich auf PC-Spiele spezialisierte Printmagazin in Großbritannien und erschien im Verlag von Dennis Publishing. Über die Jahre stand es hauptsächlich in Konkurrenz zur PC Gamer aus dem Verlag Future plc, blieb zuletzt aber stets unter den Verkaufszahlen seines Mitbewerbers. 2004 übernahm Future von Dennis Publishing die PC Zone gemeinsam mit der Computer and Video Games für 2,5 Millionen britische Pfund. Bis 2010 betrieb Future das Magazin weiter, im Juli 2010 wurde jedoch die Einstellung angekündigt. Das letzte Magazin erschien am 2. September 2010.
Zu den Autoren des Magazins zählte im Laufe der Jahre unter anderem die spätere Computerspiel-Autorin Rhianna Pratchett, Tochter des Fantasy-Autors Terry Pratchett.

## Auflage
- Januar – Juni 2004: ca. 41.000 Exemplare/Monat[2]
- Januar – Juni 2005: 40.480 Exemplare/Monat[1]
- Januar – Juni 2007: 24.385 Exemplare/Monat[4]
- Juli – Dezember 2007: 22.297 Exemplare/Monat[5]
- Januar – Dezember 2008: 19.023 Exemplare/Monat[6]
- Januar – Dezember 2009: 11.357 Exemplare/Monat[7]